# Измайлов, Артемий Васильевич
Артемий Васильевич Измайлов (ум. 28 апреля 1634) — русский военный и государственный деятель, окольничий и воевода. Представитель рязанского дворянского рода Измайловых. Сын воеводы данковского и наместника шацкого Василия Петровича Измайлова. Братья — Семён, Григорий, Тимофей (ум. 1647), Никита (ум. 1606), Иван (ум. 1629), сестры — Мария и Дарья.

## Служба
В 1593 году Артемий Измайлов в чине сотенного головы сопровождал князя Фёдора Ивановича Хворостинина в Ливны, где происходили переговоры с крымскими послами. С 1597 по 1605 год Артемий Измайлов неоднократно был вторым воеводой в полках на южнорусской границе. В 1598 году служил сотенным головой в Михайлове. В 1601-1603 годах находился на воеводстве в Белгороде. В конце 1604 года Артемий Измайлов перешёл на сторону Лжедмитрия I и прибыл к нему в Путивль.
В 1606 году на свадьбе Лжедмитрия с Мариной Мнишек был пожалован в думные дворяне и сокольничие. Впоследствии Артемий Измайлов служил царю Василию Ивановичу Шуйскому, участвовал в военных действиях против польско-литовских захватчиков. Входил в число наиболее близких и доверенных лиц Шуйского.
В 1607 году воевода Артемий Измайлов, командуя отдельным отрядом, отличился в бою с болотниковцами под Козельском. В награду получил от Василия Шуйского чин окольничего. Участвовал в осаде царской армией Тулы. В 1609 году дворецкий Артемий Васильевич Измайлов был отправлен из Москвы встречать крымско-татарские отряды, прибывшие из Крыма на помощь Шуйскому, но не смог договориться с татарами о совместных военных действиях против поляков. В царствование Василия Шуйского (1606—1610) Артемий Измайлов несколько раз участвовал в различных придворных церемониях.
В 1611 году воевода Артемий Васильевич Измайлов принял участие в первом народном ополчении. Вместе с князем Василием Фёдоровичем Мосальским привёл к русской столице владимирское ополчение, принимал активное участие в военных действиях под Москвой, вплоть до её освобождения в ноябре 1612 года. В 1613 году окольничий Измайлов подписал грамоту об избрании на царский престол Михаила Фёдоровича Романова.
В царствование Михаила Фёдоровича (1613—1645) Артемий Измайлов участвовал во многих придворных церемониях, принимал участие в дипломатических переговорах с послами Англии, Швеции, Персии, Дании и Крыма. В 1618 году воевода Измайлов участвовал в обороне Москвы, осаждённой польско-литовской армией под предводительством королевича Владислава Вазы. В октябре-декабре 1618 году А. В. Измайлов был третьим послом на мирных переговорах с польским командованием и участвовал в заключении Деулинского перемирия с Речью Посполитой. Несколько раз, во время отсутствия царя Михаила Фёдоровича в столице, Артемий Измайлов назначался вторым воеводой для бережения Москвы. Назначался на воеводство в Астрахани и на Валуйках.
В 1632 году окольничий Артемий Измайлов был назначен вторым воеводой Большого полка в войне с Польшей и товарищем первого воеводы боярина Михаила Борисовича Шеина. В октябре 1632 года главная русская армия под командованием Михаила Шеина и Артемия Измайлова выступила из Можайска в поход на Смоленск. Передовые русские отряды взяли литовские города Серпейск, Дорогобуж, Белую, Невель, Рославль и другие города. В начале декабря 1632 года русские войска осадили Смоленск. Польско-литовский гарнизон в Смоленске в течение восьми месяцев отбивал все атаки русских войск. В августе 1633 года новый король Речи Посполитой Владислав IV (1632—1648) с польско-литовской армией прибыл под Смоленск и блокировал русскую армию. В это же время крымские татары совершили нападение на южнорусские владения. Многие дворяне из южных уездов дезертировали из армии, чтобы защитить от крымцев свои поместья и вотчины. Окружённая русская армия начала испытывать недостаток в продовольствии и боеприпасах.
Во время осады русской армии под Смоленском Василий и Семён, сыновья второго воеводы Большого полка Артемия Измайлова, вступали в дружеские отношения с некоторыми польско-литовскими командирами. Семен Измайлов отправил саадак в подарок молодому пану Калиновскому, а его старший брат Василий встречался с панами Заруцким и Мадалинским, с некоторыми русскими перебежчиками и изменниками, принимал их в русском лагере, пировал с ними и даже оставлял ночевать у себя.
В феврале 1634 года, после сепаратных переговоров с польским командованием, главные воеводы Михаил Борисович Шеин и Артемий Васильевич Измайлов капитулировали. С остатками русских войск (8 тыс. чел.) воеводы покинули смоленский лагерь, оставив в руках поляков весь обоз и артиллерию. В Москве царское правительство, недовольное неудачными военными действиями русских войск под Смоленском, организовало судебный процесс над воеводами.
28 апреля 1634 года по приговору Боярской думы боярин Михаил Борисович Шеин и окольничий Артемий Васильевич Измайлов, обвинённые в измене, были казнены на Красной площади в Москве. Вместе с Артемием Измайловым был казнён его старший сын Василий. Младший сын Семен Артемьевич Измайлов был бит кнутом и вместе с семьёй отправлен в ссылку в Сибирь. Тимофей Васильевич Измайлов, младший брат Артемия, вместе с семьёй был сослан в Казань.

## Дети
- Василий Артемьевич Измайлов (ум. 1634), стольник и воевода в Белгороде
- Андрей Артемьевич Измайлов (ум. 1647), стольник
- Иван Артемьевич Измайлов (ум. до 1628)
- Семён Артемьевич Измайлов (ум. 1674), воевода в Яблонове.